# Harpellomyces eccentricus
Harpellomyces eccentricus är en svampart som beskrevs av Lichtw. & S.T. Moss 1984. Harpellomyces eccentricus ingår i släktet Harpellomyces och familjen Harpellaceae.   Inga underarter finns listade i Catalogue of Life.